# PCManFM
PCManFM (PCMan File Manager) — стандартний файловий менеджер середовища LXDE з відкритим початковим кодом, що являє собою набір застосунків, незалежних один від одного, але об'єднаних принципом економії ресурсів. Продукт розробляється тайванським програмістом Hong Jen Yee (кит.: 洪任谕), розробником графічного середовища LXDE.